# Yanfeng
Yanfeng (chinesisch 雁峰区, Pinyin Yànfēng Qū) ist ein Stadtbezirk in der chinesischen Provinz Hunan. Er gehört zum Verwaltungsgebiet der bezirksfreien Stadt Hengyang (衡阳市). Der Stadtbezirk hat eine Fläche von 83,4 km² und zählt 256.500 Einwohner (Stand: Ende 2018). Er ist Zentrum und Sitz der Stadtregierung von Hengyang.

## Administrative Gliederung
Auf Gemeindeebene setzt sich der Stadtbezirk aus fünf Straßenvierteln, einer Großgemeinde und einer Gemeinde zusammen. 　　